# Орден Двойного белого креста
Орден Двойного белого креста (словац. Rad Bieleho dvojkríža) — орден Словакии.
Орден учреждён Законом от 2 февраля 1994 года № 37/1994.

## Основания награждения
Орденом награждаются граждане других государств за выдающиеся заслуги по всестороннему развитию отношений между государствами, расширение прав и возможностей Словацкой Республики в международных отношениях и заслуги в распространении доброго имени Словакии за рубежом.

## Классы ордена
Орден имеет гражданскую и военную категории, которые делятся на три класса. Высший — 1 класс.
- Орден Двойного белого креста 1 класса.

Знак ордена носится на орденской плечевой ленте. Звезда ордена носится на груди.
- Орден Двойного белого креста 2 класса

Знак ордена носится на шейной ленте. Звезда носится на груди.
- Орден Двойного белого креста 3 класса

Знак ордена носится на шейной ленте.